# Dingle Distillery
Pour les articles homonymes, voir Dingle.
Dingle est une distillerie irlandaise. Elle a été recréée en 2012 par Oliver Hughes. La distillerie est localisée dans la ville de Dingle, dans le Comté de Kerry.
L'initiative de la création d'une distillerie dans la péninsule de Dingle revient à Oliver Hugues, aujourd'hui décédé. Il est par ailleurs le fondateur de Porterhouse brewing and restaurant group,>. La distillerie est créée dans le quartier de Milltown dans les faubourgs de Dingle à l'emplacement de l'ancienne scierie Fitzgerald en 2012. L'inauguration de la distillerie a lieu le 29 novembre de la même année.